# Saint-Perdon
Saint-Perdon est une commune du Sud-Ouest de la France, située dans le département des Landes (région Nouvelle-Aquitaine).
Ses habitants sont appelés les Saint-Perdonnais.

## Géographie

### Localisation
Commune située dans le Pays de Marsan, au sud-ouest de Mont-de-Marsan, aux confins de la forêt des Landes et de la région agricole de la Chalosse.

### Communes limitrophes
La commune de Mont-de-Marsan n'est qu'à 200 m au nord-est du territoire communal.
Les communes limitrophes sont  Campagne, Campet-et-Lamolère, Haut-Mauco, Saint-Martin-d'Oney et Saint-Pierre-du-Mont.
| Saint-Martin-d'Oney | Campet-et-Lamolère |                      |
| Campagne            | Saint-Perdon       | Saint-Pierre-du-Mont |
|                     | Haut-Mauco         |                      |

### Hydrographie
Le Batanès, affluent gauche de la Midouze, traverse les terres de la commune.

### Climat
Pour des articles plus généraux, voir Climat de la Nouvelle-Aquitaine et Climat des Landes.
Historiquement, la commune est exposée à un climat océanique aquitain.  
En 2020, Météo-France publie une typologie des climats de la France métropolitaine dans laquelle la commune est exposée à un climat océanique et est dans la région climatique  Aquitaine, Gascogne, caractérisée par une pluviométrie abondante au printemps, modérée en automne, un faible ensoleillement au printemps, un été chaud (19,5 °C), des vents faibles, des brouillards fréquents en automne et en hiver et des orages fréquents en été (15 à 20 jours).
Pour la période 1971-2000, la température annuelle moyenne est de 13 °C, avec une amplitude thermique annuelle de 14,1 °C. Le cumul annuel moyen de précipitations est de 1 064 mm, avec 12,5 jours de précipitations en janvier et 7,5 jours en juillet. Pour la période 1991-2020, la température moyenne annuelle observée sur la station météorologique la plus proche, située sur la commune de Mont-de-Marsan à 8 km à vol d'oiseau, est de 13,8 °C et le cumul annuel moyen de précipitations est de 918,1 mm,. Pour l'avenir, les paramètres climatiques de la commune estimés pour 2050 selon différents scénarios d’émission de gaz à effet de serre sont consultables sur un site dédié publié par Météo-France en novembre 2022.

## Urbanisme

### Typologie
Au 1er janvier 2024, Saint-Perdon est catégorisée bourg rural, selon la nouvelle grille communale de densité à sept niveaux définie par l'Insee en 2022.
Elle est située hors unité urbaine. Par ailleurs la commune fait partie de l'aire d'attraction de Mont-de-Marsan, dont elle est une commune de la couronne,. Cette aire, qui regroupe 101 communes, est catégorisée dans les aires de 50 000 à moins de 200 000 habitants,.

### Occupation des sols

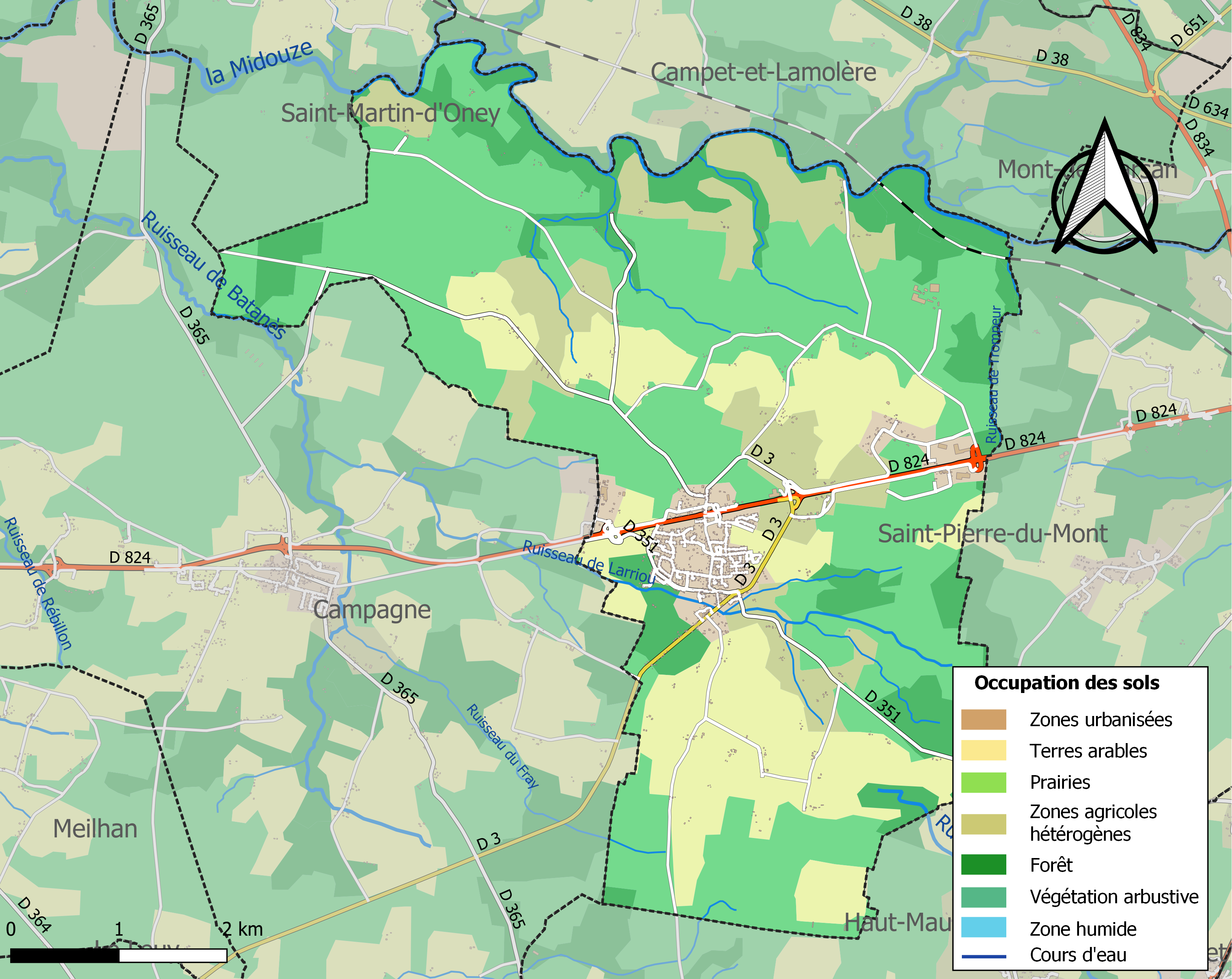
Carte des infrastructures et de l'occupation des sols de la commune en 2018 (CLC).

L'occupation des sols de la commune, telle qu'elle ressort de la base de données européenne d’occupation biophysique des sols Corine Land Cover (CLC), est marquée par l'importance des forêts et milieux semi-naturels (60,2 % en 2018), en diminution par rapport à 1990 (74,3 %). La répartition détaillée en 2018 est la suivante : milieux à végétation arbustive et/ou herbacée (46,1 %), terres arables (21,9 %), forêts (14,2 %), zones agricoles hétérogènes (13 %), zones urbanisées (4,5 %), zones industrielles ou commerciales et réseaux de communication (0,3 %). L'évolution de l’occupation des sols de la commune et de ses infrastructures peut être observée sur les différentes représentations cartographiques du territoire : la carte de Cassini (XVIIIe siècle), la carte d'état-major (1820-1866) et les cartes ou photos aériennes de l'IGN pour la période actuelle (1950 à aujourd'hui).

### Risques majeurs
Le territoire de la commune de Saint-Perdon est vulnérable à différents aléas naturels : météorologiques (tempête, orage, neige, grand froid, canicule ou sécheresse), inondations, feux de forêts, mouvements de terrains et séisme (sismicité très faible). Il est également exposé à un risque technologique,  le transport de matières dangereuses. Un site publié par le BRGM permet d'évaluer simplement et rapidement les risques d'un bien localisé soit par son adresse soit par le numéro de sa parcelle.

#### Risques naturels
Certaines parties du territoire communal sont susceptibles d’être affectées par le risque d’inondation par débordement de cours d'eau, notamment le ruisseau de Lacrauste, la Midouze, le ruisseau de l'Estrigon et le ruisseau de Batanès. La commune a été reconnue en état de catastrophe naturelle au titre des dommages causés par les inondations et coulées de boue survenues en 1983, 1999, 2009 et 2020,.
Saint-Perdon est exposée au risque de feu de forêt. Depuis le 20 avril 2016, les départements de la Gironde, des Landes et de Lot-et-Garonne disposent d’un règlement interdépartemental de protection de la forêt contre les incendies. Ce règlement vise à mieux prévenir les incendies de forêt, à faciliter les interventions des services et à limiter les conséquences, que ce soit par le débroussaillement, la limitation de l’apport du feu ou la réglementation des activités en forêt. Il définit en particulier cinq niveaux de vigilance croissants auxquels sont associés différentes mesures,.
Les mouvements de terrains susceptibles de se produire sur la commune sont des tassements différentiels.
Le retrait-gonflement des sols argileux est susceptible d'engendrer des dommages importants aux bâtiments en cas d’alternance de périodes de sécheresse et de pluie. Aucune partie du territoire de la commune n'est en aléa moyen ou fort (19,2 % au niveau départemental et 48,5 % au niveau national). Sur les 650 bâtiments dénombrés sur la commune en 2019,  aucun n'est en aléa moyen ou fort, à comparer aux 17 % au niveau départemental et 54 % au niveau national. Une cartographie de l'exposition du territoire national au retrait gonflement des sols argileux est disponible sur le site du BRGM,.
Concernant les mouvements de terrains, la commune a été reconnue en état de catastrophe naturelle au titre des dommages causés par des mouvements de terrain en 1983 et 1999.

#### Risques technologiques
Le risque de transport de matières dangereuses sur la commune est lié à sa traversée par une ou des infrastructures routières ou ferroviaires importantes ou la présence d'une canalisation de transport d'hydrocarbures. Un accident se produisant sur de telles infrastructures est susceptible d’avoir des effets graves sur les biens, les personnes ou l'environnement, selon la nature du matériau transporté. Des dispositions d’urbanisme peuvent être préconisées en conséquence.

## Histoire
Ne cherchez pas saint Perdon dans l’annuaire des saints du paradis, vous ne le trouverez pas !
Par contre vous y verrez saint Pardoux (Sant Perdos en occitan) qui a donné son nom à notre village. Il a vécu au VIIe siècle dans la région de Guéret où il a fondé une abbaye et a vaillamment résisté à l’invasion des Sarrasins.
C’est l’abbaye de Pontaut, située au sud de notre département, à l’emplacement actuel du village de Mant, qui possédait de nombreux domaines et qui a nommé Saint Perdon et St Orens probablement au XIIIe ou XIVe siècle.
Les guerres de Religion du XVIe siècle ont ravagé toutes les églises de la région mais on retrouve Saint Perdon et Saint Orens dans l’inventaire des biens de l’abbaye de Pontaut en 1790 en vue de la vente des biens de l’église.
La commune gardera son nom à sa création en 1812 et Saint Orens la rejoindra en 1814.
Elle a toujours conservé sa vocation agricole et a bénéficié du développement de la forêt de pin au XIXe siècle ; et c’est grâce à la forêt qu’elle possède aujourd’hui sur son sol une des scieries les plus modernes de la région.
Le développement de sa population en fait aujourd’hui la troisième commune de l’agglomération du Marsan et le dynamisme dont elle fait preuve n’est pas près de s’éteindre.

## Politique et administration

### Liste des maires
| Période                                  | Période      | Identité               | Étiquette | Qualité                              |
| ---------------------------------------- | ------------ | ---------------------- | --------- | ------------------------------------ |
| ?                                        | 1940         | Honoré Castaignède     |           | Révoqué par le Gouvernement de Vichy |
|                                          |              |                        |           |                                      |
| mars 1989                                | octobre 1999 | René Bernède           | PCF       |                                      |
| novembre 1999                            | mars 2014    | Pol Rio                |           | Cadre supérieur retraité             |
| mars 2014                                | En cours     | Jean-Louis Darrieutort | DVG       | Technicien agricole spécialisé       |
| Les données manquantes sont à compléter. |              |                        |           |                                      |

### Politique environnementale
Dans son palmarès 2024, le Conseil national de villes et villages fleuris de France a attribué une fleur à la commune.

## Démographie
| 1793 | 1800 | 1806 | 1821 | 1831 | 1836 | 1841 | 1846 | 1851 |
| ---- | ---- | ---- | ---- | ---- | ---- | ---- | ---- | ---- |
| 510  | 372  | 390  | 602  | 846  | 756  | 788  | 925  | 920  |

| 1856 | 1861 | 1866 | 1872 | 1876 | 1881 | 1886 | 1891 | 1896 |
| ---- | ---- | ---- | ---- | ---- | ---- | ---- | ---- | ---- |
| 942  | 946  | 971  | 917  | 915  | 844  | 891  | 857  | 814  |

| 1901 | 1906 | 1911 | 1921 | 1926 | 1931 | 1936 | 1946 | 1954 |
| ---- | ---- | ---- | ---- | ---- | ---- | ---- | ---- | ---- |
| 832  | 802  | 806  | 721  | 708  | 686  | 684  | 649  | 646  |

| 1962 | 1968 | 1975 | 1982 | 1990 | 1999 | 2006  | 2007  | 2012  |
| ---- | ---- | ---- | ---- | ---- | ---- | ----- | ----- | ----- |
| 623  | 640  | 610  | 748  | 938  | 984  | 1 254 | 1 293 | 1 609 |

| 2017  | 2022  | - | - | - | - | - | - | - |
| ----- | ----- | - | - | - | - | - | - | - |
| 1 726 | 1 729 | - | - | - | - | - | - | - |

## Lieux et monuments

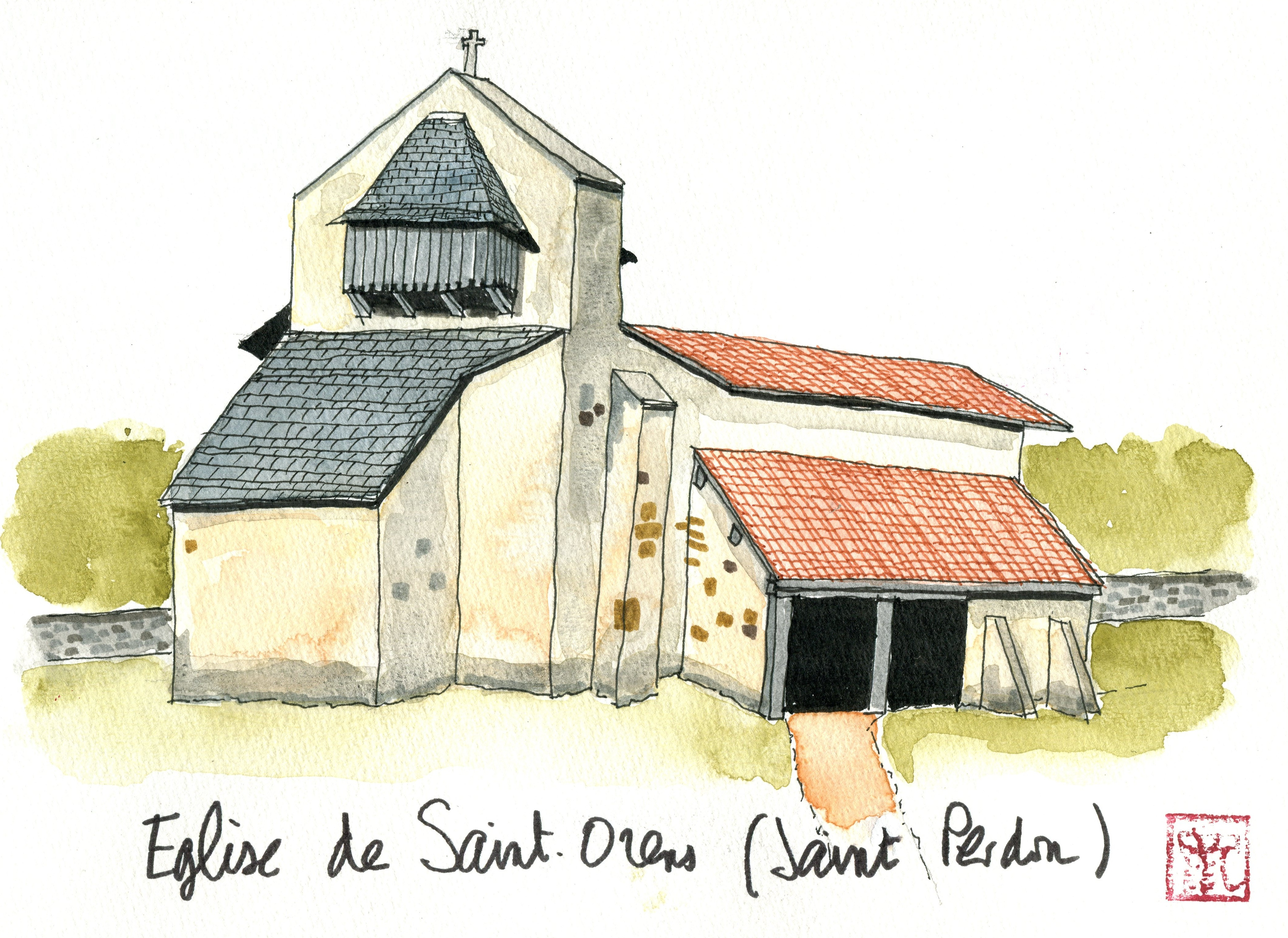
Aquarelle de l'église Saint-Orens.

- Église Saint-Perdon de Saint-Perdon.
- Église Saint-Orens de Saint-Perdon, site naturel inscrit le 22 octobre 1986[28].
- Château de Bertheuil détruit en août 2011
- Les arènes André-Ducourneau, construites en 1953 en bois, étaient les seules arènes ovales des Landes. Elles ont été détruites accidentellement par le feu de le 24 juin 2009[29]. La ville est membre du l'Union des villes taurines françaises.

## Galerie

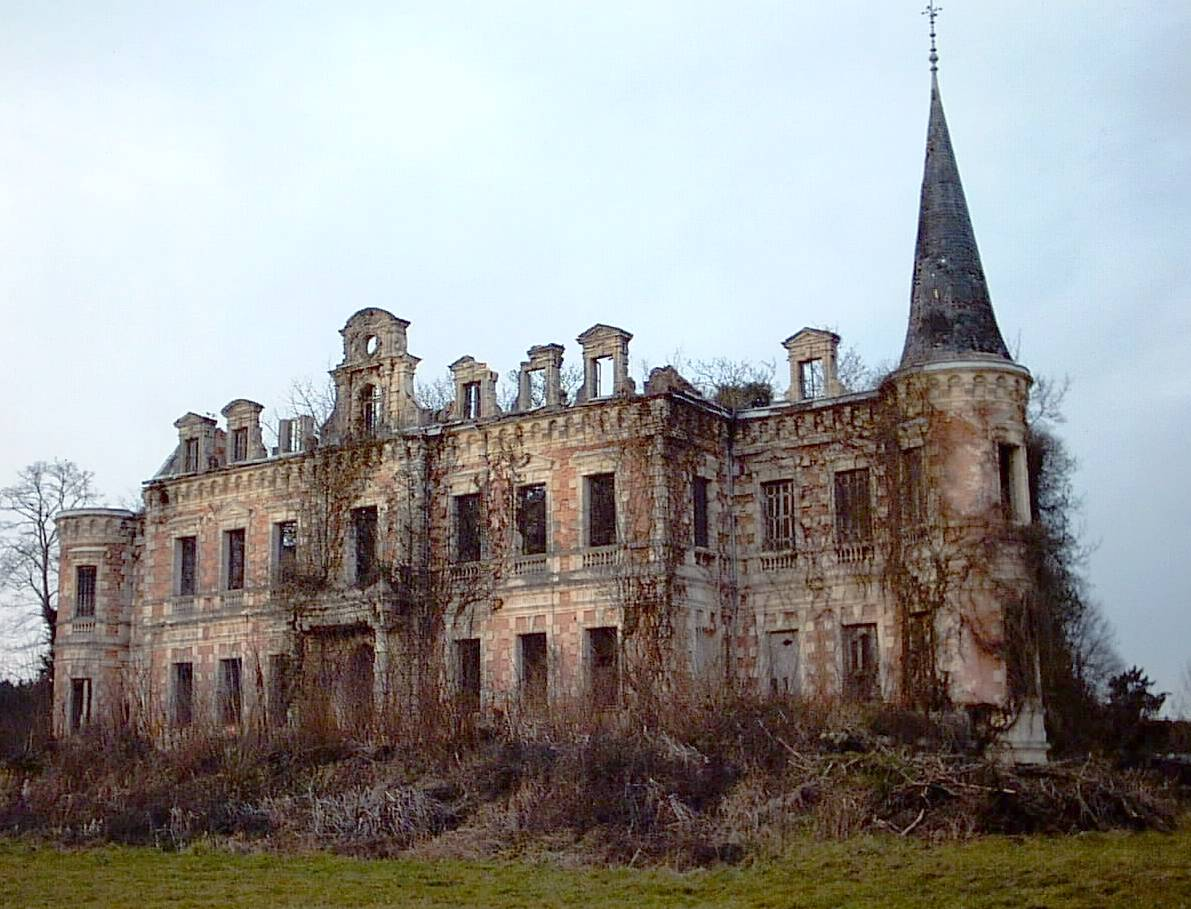
Château de Bertheuil, détruit en août 2011.
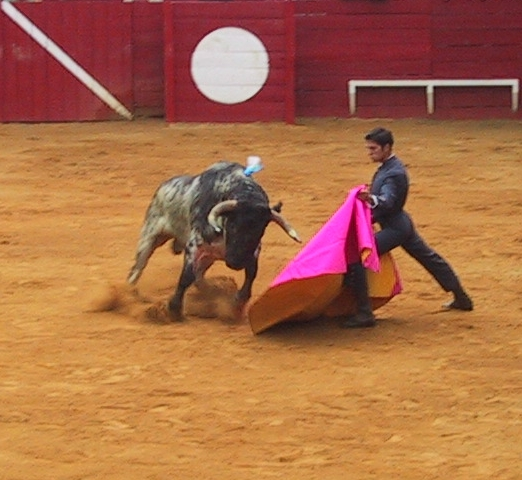
Rafael Cañada à la cape dans les arènes de Saint-Perdon, aujourd'hui disparues.
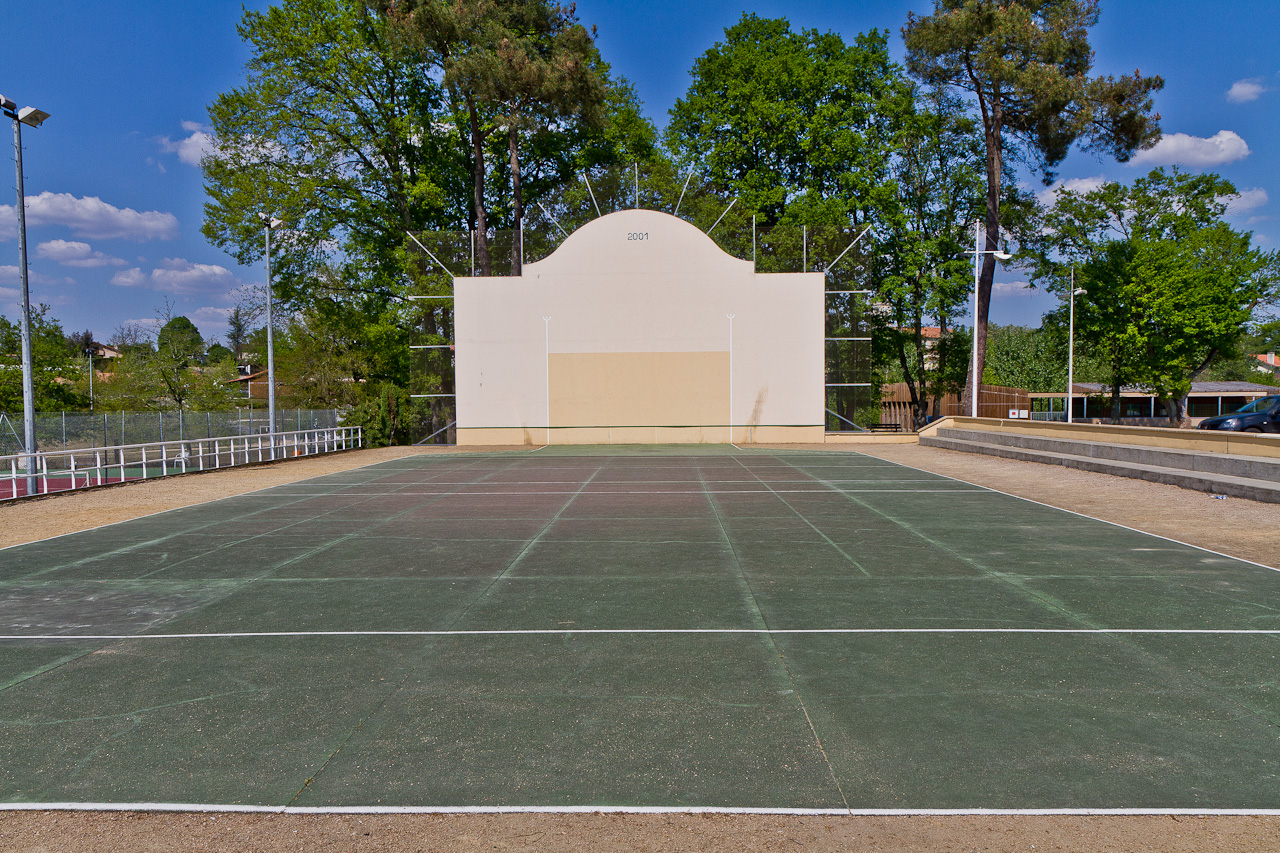
Fronton de Saint-Perdon.
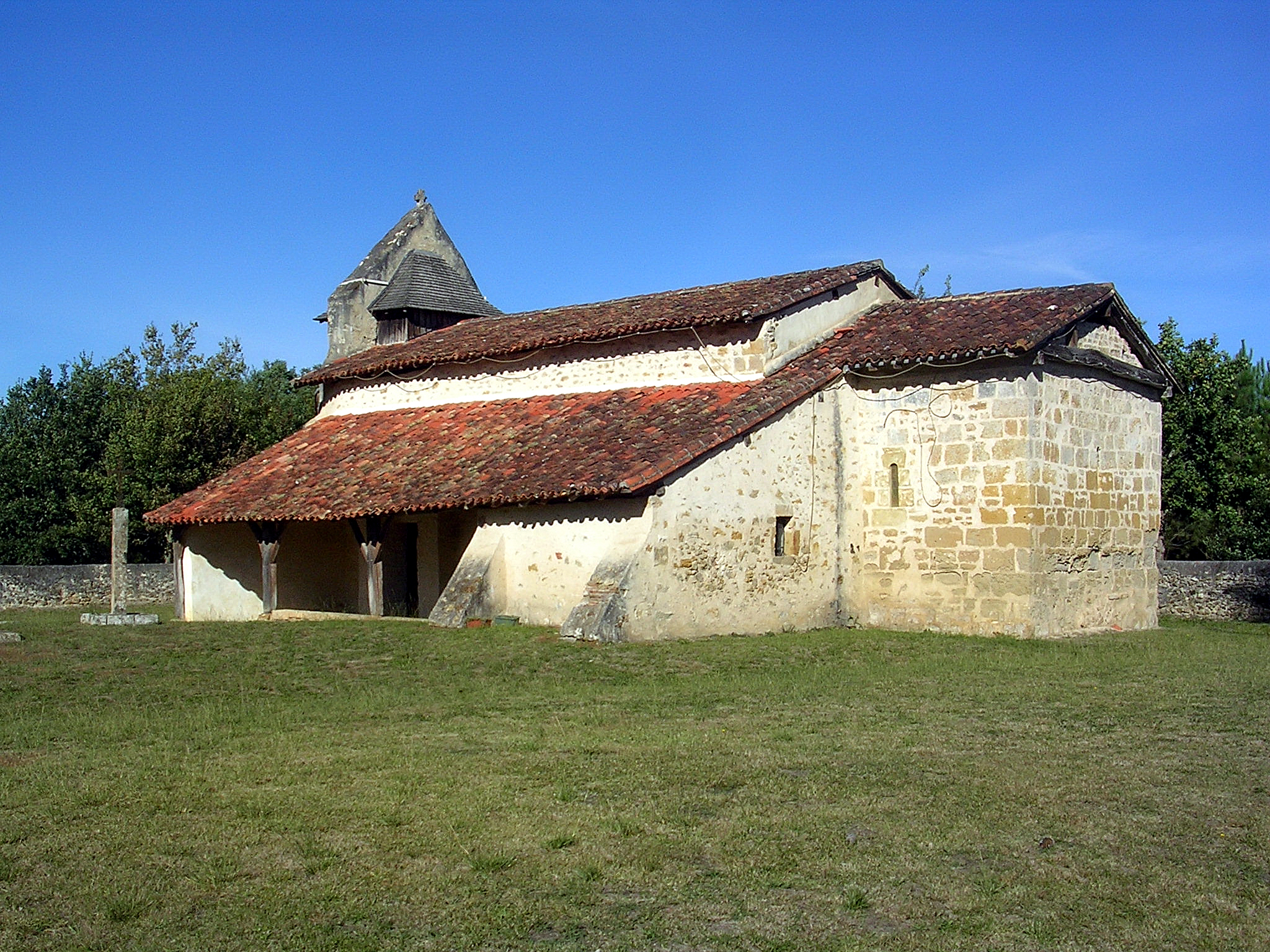
Église Saint-Orens.